# Arnold (moteur de rendu)
Pour les articles homonymes, voir Arnold.

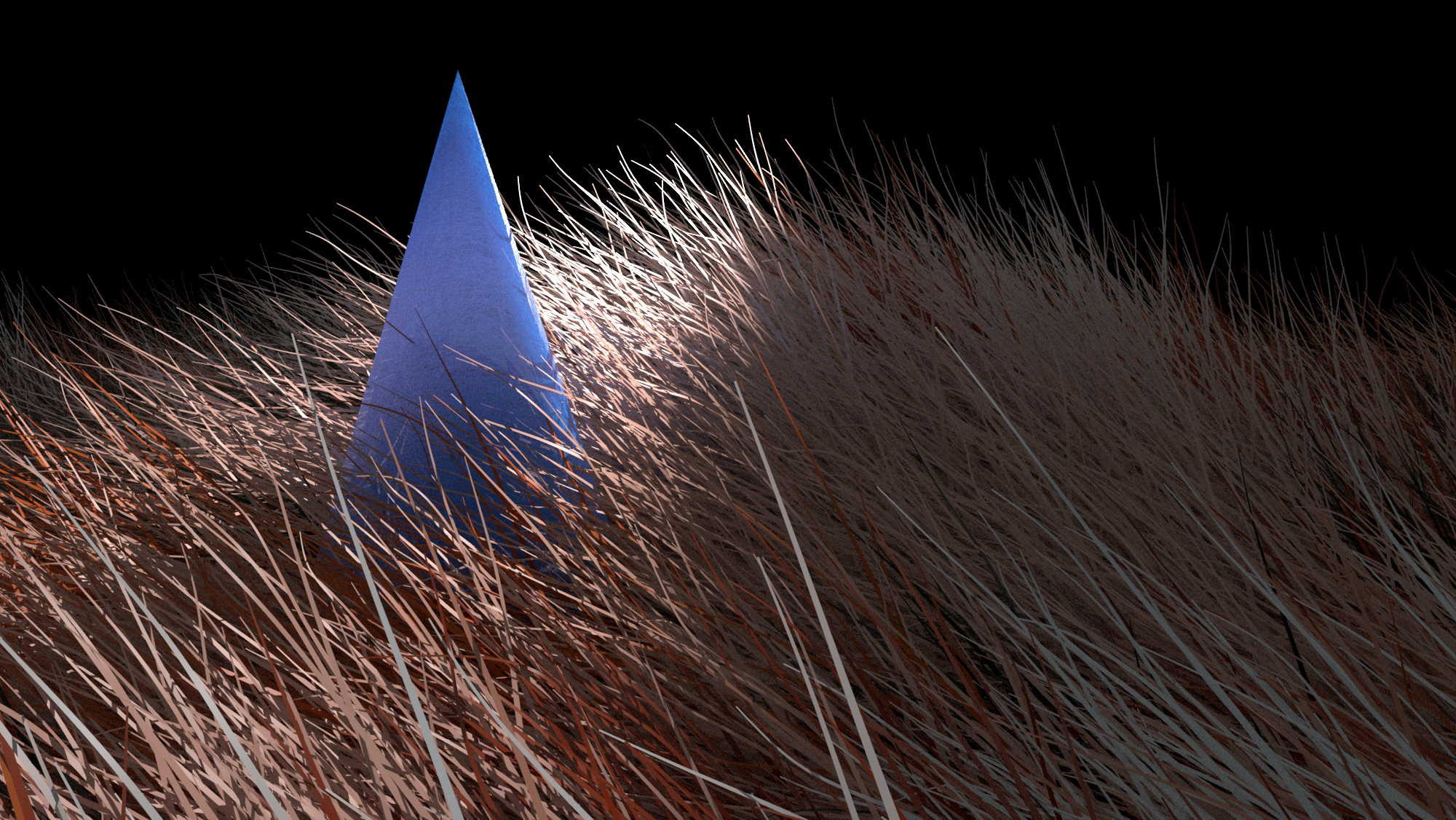
Une scène 3D rendue avec Arnold.

Arnold, aussi appelé Arnold Renderer, est un moteur de rendu 3D non biaisé produit par la société Solid Angle et utilisant la méthode du lancer de rayons. Il est couramment utilisé dans l'industrie du cinéma comme sur des films tels que Monster House, Tempête de boulettes géantes, Alice au pays des merveilles, Thor, Captain America, X-Men : Le Commencement, Avengers, Red Tails, Underworld : Nouvelle Ère, Albator, corsaire de l'espace, Elysium, Pacific Rim ou Gravity.
Solid Angle est racheté par Autodesk début 2016. L'acquisition est annoncée officiellement le 18 avril 2016.

## Technologie
Arnold est basé sur le lancer de rayons de la méthode de Monte-Carlo. Son moteur est optimisé pour envoyer des milliards de rayons incohérents dans toute la scène. Il utilise souvent un niveau d'inter-réflexion diffuse afin que la lumière puisse rebondir sur un mur ou tout autre objet et éclairer indirectement un sujet. Pour les scènes complexes telles que la station spatiale d'Elysium, il fait un usage intensif de l'instanciation. Il utilise le langage Open Shading Language (en) pour définir les matériaux et les textures.

## Histoire

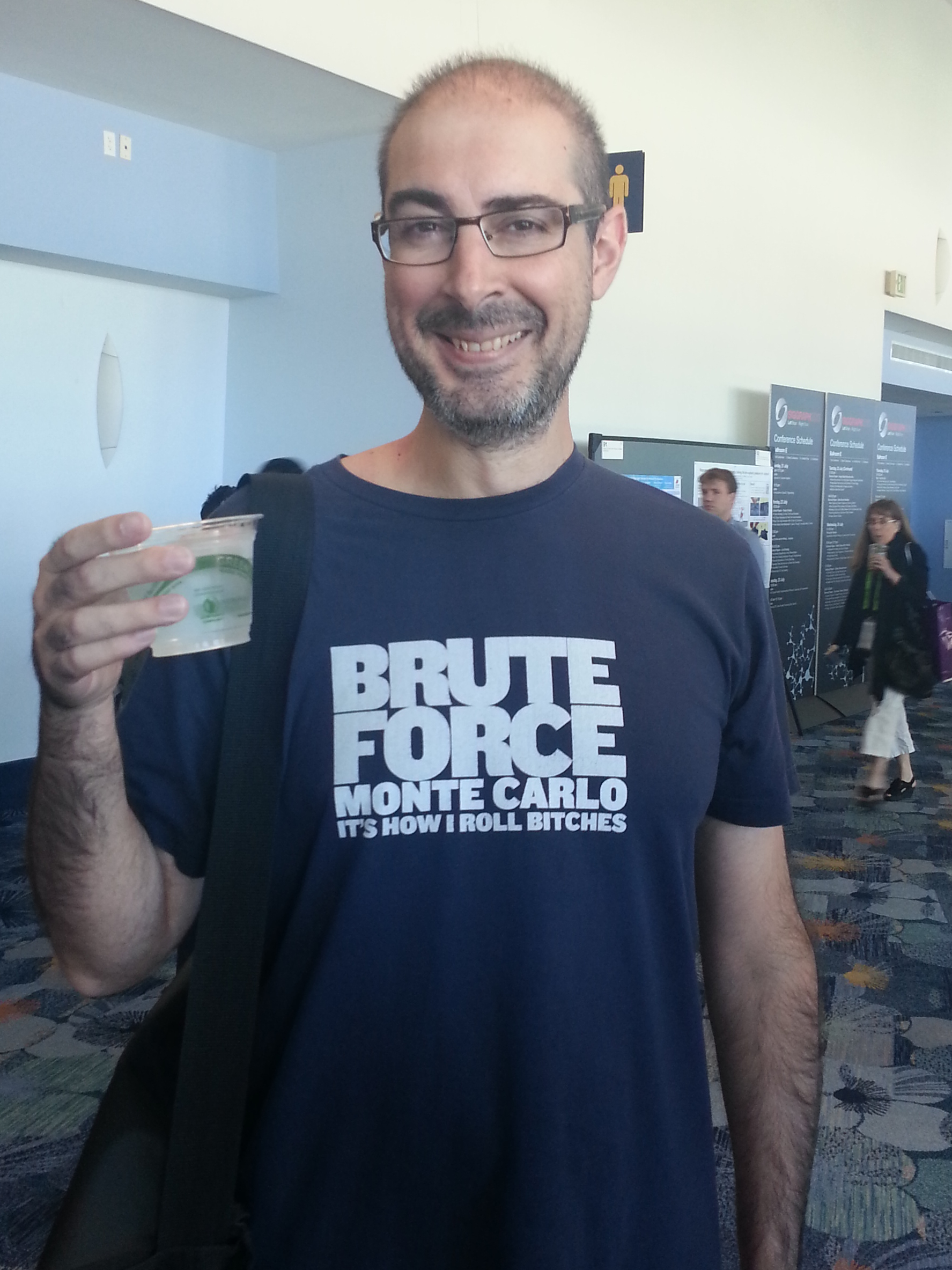
Marcos Fajardo, le développeur d'Arnold, au SIGGRAPH 2013.

Marcos Fajardo est l'architecte en chef d'Arnold. Les débuts de ce qui est maintenant Arnold apparaissent en 1997 lorsque Fajardo décide de programmer son propre moteur de rendu. Cette année-là, il assiste au SIGGRAPH et découvre le principe du lancer de rayons distributif (en) (une partie fondamentale de la technologie de rendu d'Arnold) lors de discussions avec des amis participant à la conférence.
Les premières versions du moteur de rendu de Fajardo s’appellent RenderAPI. Le nom « Arnold » vient de la suggestion d'un ami de Fajardo après s'être moqué d'un film d'Arnold Schwarzenegger.
Le 4 janvier 2017, l'Académie des Oscars du cinéma remet à Fajardo un prix scientifique et technique (Plaque de l'Académie) pour la « vision créative et la mise en œuvre originale d'Arnold Renderer ».

## Studios utilisant Arnold
Amérique du Nord
- États-Unis :
  - Whiskytree
  - Luma Pictures (en)
- Canada :
  - Sony Pictures Imageworks
  - Rodeo Visual Effects Company
  - Image Engine (en)
  - The Embassy Visual Effects (en)
  - Hybride technologies
  - Cinesite (en)
  - ICON Creative Studio
  - Arcana Studio (en)

Asie
- FatFace Production Limited
- Inde :
  - Prana Studios
  - 88 Pictures

Europe
- Royaume-Uni :
  - Framestore
  - Cinesite (en)
  - Freefolk
- Allemagne : Trixter
- France :
  - Mikros Image
  - Unit Image
- Norvège : Storm Studios (en)
- Hongrie : Digic Pictures (en)
- Pologne : Platige Image (en)
- Espagne :
  - Ilion Animation Studios (en)
  - Entropy Studio

Océanie
- Australie :
  - Rising Sun Pictures (en)
  - Luma Pictures (en)